# Syrischer Halbesel
Der Syrische Halbesel (Equus hemionus hemippus), auch als Syrischer Onager, Syrischer Wildesel, Hemippe oder lokal als Achdari bezeichnet, ist eine ausgestorbene Unterart des Asiatischen Esels (Equus hemionus). Er gilt als kleinste Form der modernen Equidae.

## Merkmale

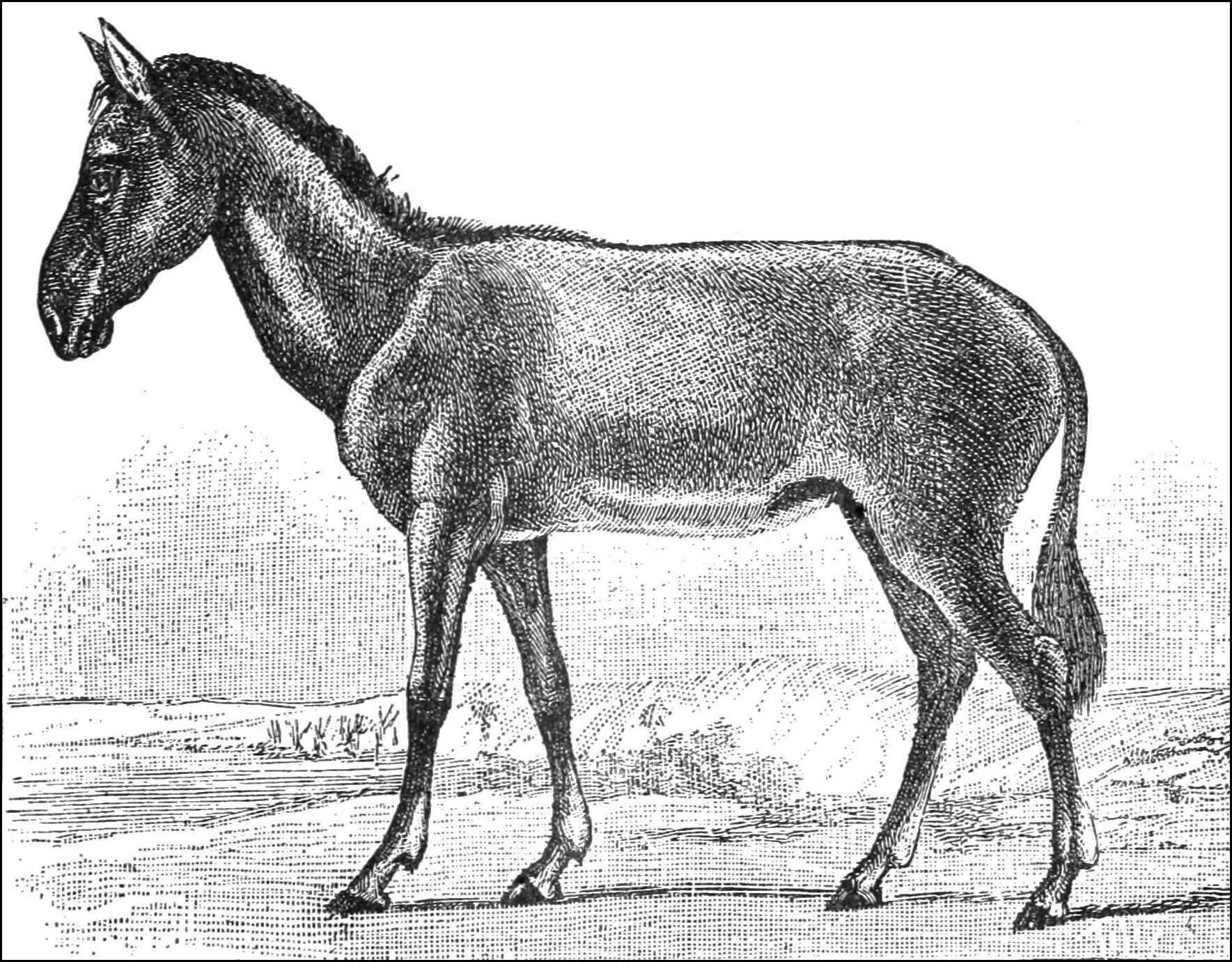
Illustration aus dem Jahr 1890

Der Syrische Halbesel erreichte eine Schulterhöhe von etwa 100 cm (Angaben von nur 97 cm Schulterhöhe basieren auf einem montierten Skelett eines weiblichen Tieres, das mit Weichteilbedeckung etwas über einen Meter hoch gewesen sein dürfte). Die allgemeine Fellfärbung des Männchens war hasel- oder hellgrau mit einer rosa Tönung. Im Alter färbte sich das Fell mausgrau. Am Kopf war die Färbung am hellsten und an den Hüften am dunkelsten. An der Vorderseite der Hüften war ein heller Bereich zu erkennen. Hinterteil, Bauch und Innenseite der Beine waren schmutzig grau-weiß. Die Außenseite der Beine, die Unterseite des Halses und die Oberfläche der Ohren waren stumpf violettgrau. Die Ohrenspitzen waren zunächst dunkelbraun, im Alter waren sie fast weiß. Die ziemlich lange Mähne war stumpf graubraun. Der Aalstrich, der sich von der Mähne bis zum Schwanzbüschel erstreckte, hatte dieselbe Färbung und wurde von einem helleren Bereich begrenzt. Der Bereich oberhalb der Nüstern war grauweiß. Die Nüstern waren sehr groß und der Nasalbereich geschwollen. Bei den Weibchen war die Fellfärbung haselnuss- bis rehbraun. Das Hinterteil und die Unterseite waren reinweiß.

## Vorkommen

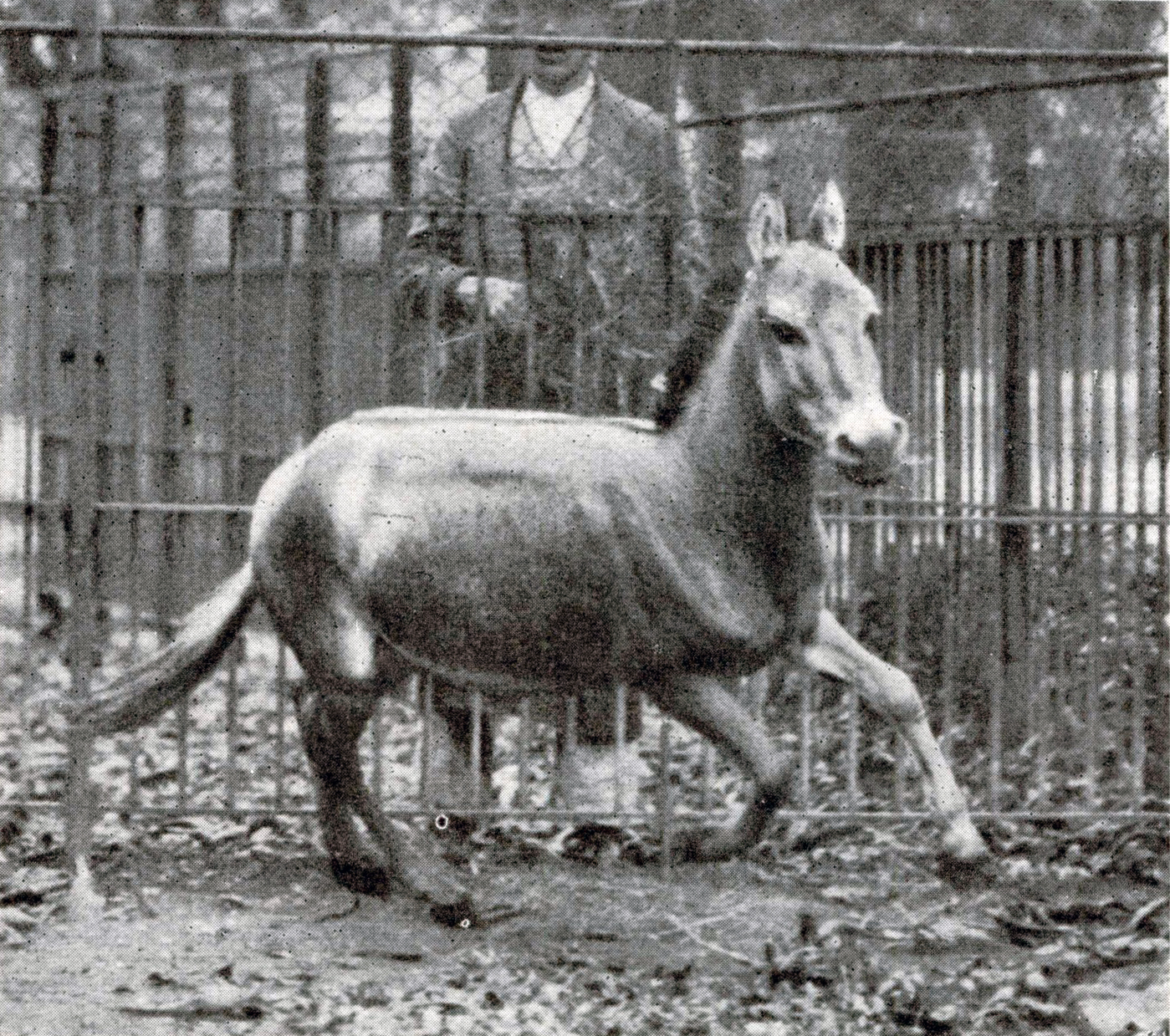
Ein Syrischer Halbesel im Tiergarten Schönbrunn 1915

Das Verbreitungsgebiet erstreckte sich von Palästina über Syrien bis zum Irak.

## Aussterben
Bereits in der Antike und den Schriften des Alten Testaments wird der Syrische Halbesel erwähnt. Eine Jagddarstellung befindet sich auf einem Palast-Relief des Königs Aššur-bāni-apli von Ninive. Eine weitere Erwähnung gibt es bei Xenophon aus dem Jahr 401 v. Chr. Während des 16. und 17. Jahrhunderts war der Syrische Halbesel noch häufig. Der britische Forschungsreisende John Eldred sah diese Wildesel 1584 zwischen der irakischen Stadt Hīt und Aleppo; der englische Reisende John Cartwright erblickte 1603 nicht weit von Anah am Euphrat „jeden Tag große Scharen von wilden Tieren, die wie die Wildesel ganz weiß waren“. 1625 beschrieb der italienische Reisende Pietro della Valle einen gefangenen Wildesel oder Onager in Basra im Südirak. Offenbar verschwand der Syrische Halbesel während des 19. Jahrhunderts aus Nordarabien; in der Syrischen Wüste und in Palästina wurde er ab 1850 immer seltener. Nach Angaben von Henry Baker Tristram waren die Wildesel gegen 1884 in Mesopotamien noch häufig. Er schrieb, dass man im Sommer noch große weiße Herden in den armenischen Bergen beobachten konnte. Der letzte Zufluchtsort der Syrischen Halbesel war das Lavaland im Südosten von Dschebel ad-Duruz, eine erhöhte vulkanische Region im Süden Syriens, im Regierungsbezirk as-Suwaida.
Mehrere Autoren geben an, dass der letzte Syrische Halbesel in menschlicher Obhut 1927 im Tiergarten Schönbrunn starb. Dagegen schrieb der Zoologe Otto Antonius, dass im selben Zoo 1928 noch ein männliches Exemplar lebte, das 1911 in der Wüste nördlich von Aleppo gefangen worden war. In der Wildnis starb der Syrische Halbesel etwa zur selben Zeit aus. Das letzte Exemplar wurde 1927 in Jordanien bei der Al-Gharns-Oase unweit von el-Azraq (Azraq-See) geschossen. Während des Ersten Weltkrieges wurden die Halbesel ein leichtes Jagdopfer für die schwer bewaffneten türkischen, beduinischen und britischen Truppen. Während dieser Zeit verdrängte das Automobil Kamele und Züge und der Zugang zur Wüste wurde stark erleichtert. Otto Antonius schrieb 1938:

„Er (der Wildesel) konnte der Kraft der modernen Schußwaffen in den Händen der Anaza- und Schammar-Nomaden nichts entgegensetzen und seine Geschwindigkeit, so groß sie auch gewesen sein mag, war nicht ausreichend gegen die der modernen Automobile, die mehr und mehr die Kamelkarawanen des Alten Testaments ersetzten.“